# 小山内真紀
小山内 真紀（おさない まき、10月9日 - ）は、神奈川県出身の気象予報士。血液型はAB型。

## 来歴・人物
明治大学経営学部経営学科卒。趣味はスポーツ観戦。

## 出演番組

### テレビ
- あすのワンポイント天気 （ジュピターテレコム、火曜日・金曜日 17:55〜21:00）
- あすのパーフェクト天気 （ジュピターテレコム、火曜日・金曜日 21:00〜24:00）
- 小山内真紀のこだわりお天気 （ジュピターテレコム、火曜日・金曜日 24:00〜27:00）